# Sambang Wollof
Sambang Wollof är en ort i Gambia. Den ligger i regionen Central River, i den centrala delen av landet, 130 km öster om huvudstaden Banjul. Antalet invånare var 248 vid folkräkningen 2013.